# Xynobius jimmiensis
Xynobius jimmiensis är en stekelart som först beskrevs av Fischer 1988.  Xynobius jimmiensis ingår i släktet Xynobius och familjen bracksteklar. Inga underarter finns listade i Catalogue of Life.